# Liste der Biografien/Molo
Liste der Biografien |
Portal Biografien |
Personensuche
# |
A |
B |
C |
D |
E |
F |
G |
H |
I |
J |
K |
L |
M |
N |
O |
P |
Q |
R |
S |
T |
U |
V |
W |
X |
Y |
Z |
?
 
Ma |
Mb |
Mc |
Md |
Me |
Mf |
Mg |
Mh |
Mi |
Mj |
Mk |
Ml |
Mm |
Mn |
Mo |
Mp |
Mq |
Mr |
Ms |
Mt |
Mu |
Mv |
Mw |
Mx |
My |
Mz
 
Moa |
Mob |
Moc |
Mod |
Moe |
Mof |
Mog |
Moh |
Moi |
Moj |
Mok |
Mol |
Mom |
Mon |
Moo |
Mop |
Moq |
Mor |
Mos |
Mot |
Mou |
Mov |
Mow |
Mox |
Moy |
Moz
 
Mola |
Molb |
Molc |
Mold |
Mole |
Molf |
Molg |
Molh |
Moli |
Molj |
Molk |
Moll |
Molm |
Moln |
Molo |
Mols |
Molt |
Molu |
Molv |
Molw |
Moly |
Molz
Die Liste der Biografien führt alle Personen auf, die in der deutschsprachigen Wikipedia einen Artikel haben. Dieses ist eine Teilliste mit 49 Einträgen von Personen, deren Namen mit den Buchstaben „Molo“ beginnt.

## Molo
- Molo, Alfa († 1881), Herrscher in Westafrika
- Molo, Conrad von (1906–1997), deutsch-österreichischer Filmeditor, Synchronregisseur, Filmproduzent und Dialogautor
- Molo, Corrado (1792–1864), Schweizer Anwalt, Politiker, Tessiner Grossrat und Staatsrat
- Molo, Giuseppe Antonio (1789–1857), Schweizer Anwalt, Politiker, Tessiner Grossrat und Staatsrat
- Molo, Stelio (1916–1995), Schweizer Sendeleiter und Generaldirektor
- Molo, Trude von (1906–1989), österreichische Schauspielerin
- Molo, Vincenzo (1833–1904), Schweizer Bischof der römisch-katholischen Kirche
- Molo, Walter von (1880–1958), deutscher SchriftstellerWalter von Molo (1880–1958)

Walter von Molo (1880–1958)

### Moloc
- Moloch (* 1982), deutscher Schauspieler und Filmproduzent
- Molochowetz, Helene von (1831–1918), Kochbuchautorin

### Molod
- Molodenski, Michail Sergejewitsch (1909–1991), sowjetischer Geophysiker und geodätischer Astronom
- Molodin, Wjatscheslaw Iwanowitsch (* 1948), belarussischer Archäologe
- Molodovsky, Nikolai (1899–1986), deutscher Fotograf
- Molodowsky, Kadya (1894–1975), Lehrerin und Schriftstellerin
- Moloducha, Oleksandr (* 1982), ukrainischer Squashspieler
- Molody, Konon Trofimowitsch (1922–1970), sowjetischer Spion
- Molodyka, Oleksandr (* 2005), ukrainischer Sprinter

### Moloi
- Moloise, Benjamin (1955–1985), südafrikanischer Dichter und politischer Aktivist

### Molok
- Molokojedov, Oleg (1947–2022), sowjetischer bzw. litauischer Jazzmusiker (Piano, Keyboard)
- Molokomme, Athaliah (* 1959), botswanische Juristin und Frauenrechtsaktivistin
- Molokow, Wassili Sergejewitsch (1895–1982), sowjetischer Pilot

### Molom
- Molomadan, Rufin (* 1967), zentralafrikanischer Radrennfahrer

### Molon
- Molon († 220 v. Chr.), seleukidischer Politiker und Usurpator (222 v. Chr.–220 v. Chr.)
- Molon, Léon (1881–1952), französischer Autorennfahrer und Flugpionier
- Molon, Lucien (1883–1957), französischer Autorennfahrer
- Moloney, Ashley (* 2000), australischer Zehnkämpfer
- Moloney, Brendan (* 1989), irischer Fußballspieler
- Moloney, Cornelius Alfred (1848–1913), britischer Kolonialverwalter
- Moloney, Daniel (1909–1963), irischer Politiker
- Moloney, Frederick (1882–1941), US-amerikanischer Leichtathlet
- Moloney, Grace (* 1993), irisch-englische Fußballtorhüterin
- Moloney, Janel (* 1969), US-amerikanische SchauspielerinJanel Moloney (* 1969)

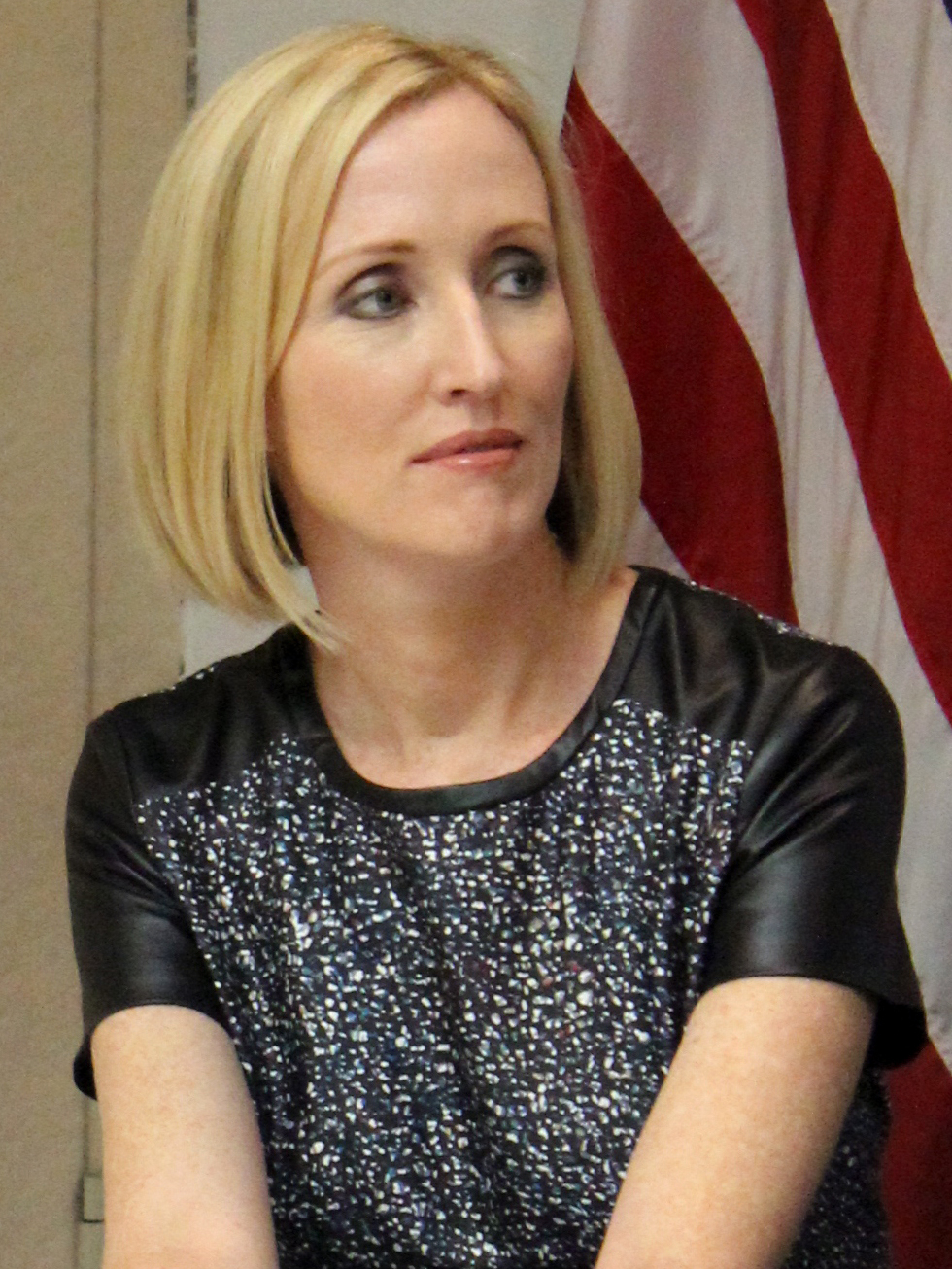
Janel Moloney (* 1969)

- Moloney, Jason (* 1991), australischer Boxer im Bantamgewicht
- Moloney, John (* 1953), irischer Politiker (Fianna Fáil)
- Moloney, Michael Joseph (1912–1991), irischer römisch-katholischer Geistlicher und Bischof von Banjul
- Moloney, Paddy (1938–2021), irischer Uilleann-Pipes-Spieler
- Moloney, Peter J. (1891–1989), kanadischer Chemiker
- Moloney, Robert, kanadischer Schauspieler
- Moloney, Thomas, australischer Radrennfahrer
- Molony, Alexander (* 2006), britischer Schauspieler und Synchronsprecher
- Molony, Damien (* 1984), irischer Schauspieler
- Molony, David (1950–2002), irischer Politiker (Fine Gael)
- Molony, Guy (1884–1972), US-amerikanischer Söldner, Soldat, Offizier, Polizeibeamter und Unternehmer
- Molony, Richard S. (1811–1891), US-amerikanischer Politiker

### Molot
- Molotnikov, Rudi (* 2006), schottischer Fußballspieler
- Molotow, Wjatscheslaw Michailowitsch (1890–1986), sowjetischer Regierungschef und AußenministerWjatscheslaw Michailowitsch Molotow (1890–1986)

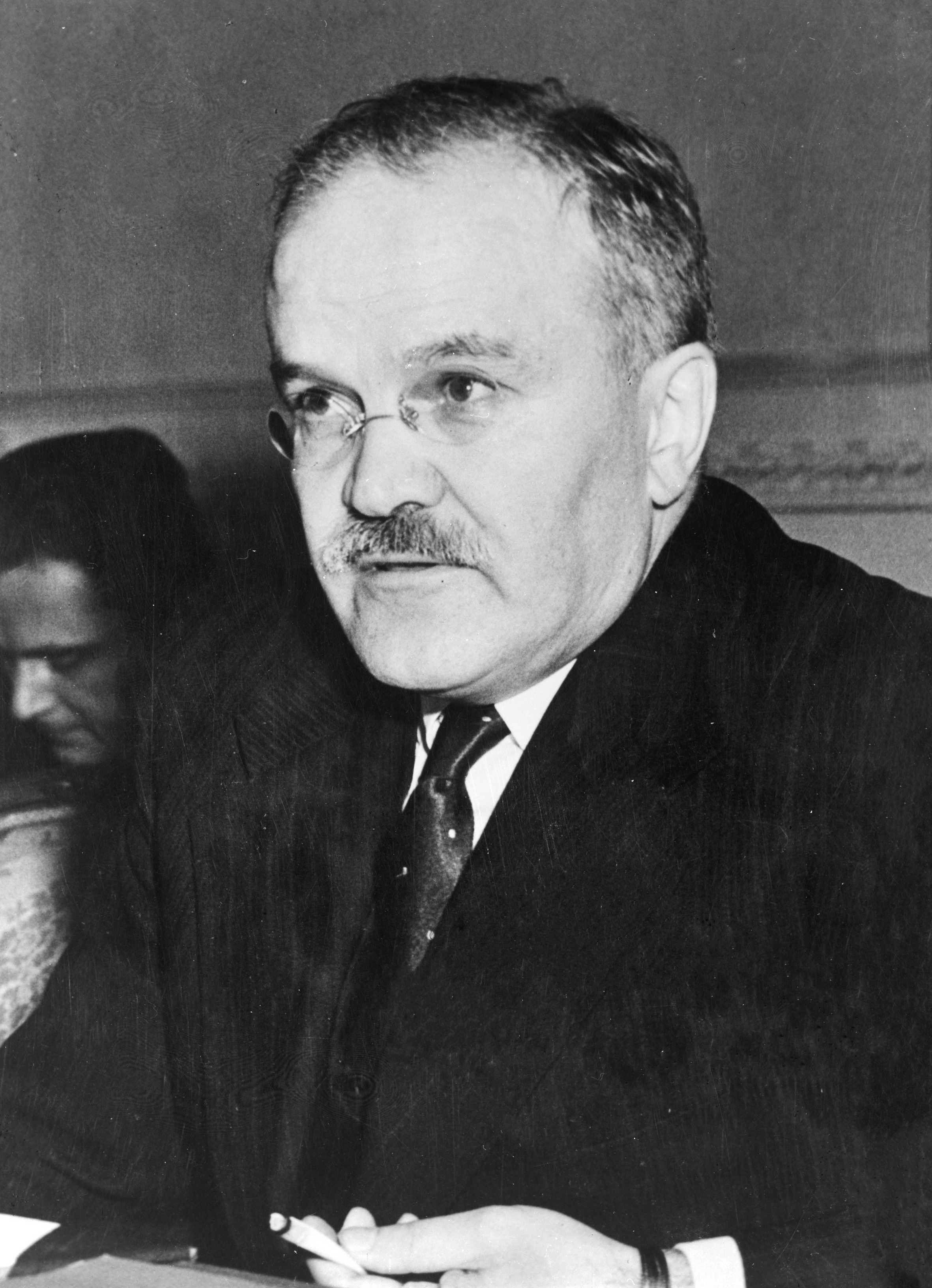
Wjatscheslaw Michailowitsch Molotow (1890–1986)

### Molou
- Moloua, Félix (* 1957), zentralafrikanischer Politiker und Premierminister
- Moloughney, Brian (* 1955), neuseeländischer Historiker

### Molow
- Molowny, Luis (1925–2010), spanischer Fußballtrainer und Fußballspieler